# Maggie Coles-Lyster
Maggie Coles-Lyster (* 12. Februar 1999 in Maple Ridge) ist eine kanadische Radrennfahrerin.

## Sportlicher Werdegang
Coles-Lyster begann mit fünf Jahren mit dem Radsport und praktizierte in ihrer Jugend Cyclocross sowie Bahnradsport. Ihre Eltern betrieben ein Fahrradgeschäft und sponserten ihrerseits ein kanadisches Radsportteam. Als Juniorin wurde sie Dritte bei den nationalen Cyclocross-Meisterschaften und nahm an den Cyclocross-Weltmeisterschaften 2016 teil.
Auf der Bahn war sie als Juniorin dominant bei kanadischen Meisterschaften: 2016 gewann sie 6 von 8 ausgefahrenen Titeln, 2017 gar 8 von 10. Im italienischen Montichiari wurde sie Junioren-Weltmeisterin im Punktefahren. Nach dem Ende ihrer Juniorenzeit gewann sie mehrere Medaillen bei Panamerikanischen Spielen, Panamerika-Meisterschaften sowie kanadischen Meisterschaften. Parallel dazu fuhr sie 2017 erstmals Straßenrennen in Europa für das damalige Team Lares-Waowdeals. Sie berichtete später, wie auch andere Fahrerinnen des Teams, von sexuellen Übergriffen. Der Radsport-Weltverband UCI sperrte nach einer Untersuchung den Team-Manager Marc Bracke.
Nach einer weitgehenden Zwangspause 2020 infolge der Corona-Pandemie konnte sie 2021 bei den Panamerika-Meisterschaften auf der Bahn drei Silbermedaillen erringen. Von 2021 bis 2023 fuhr sie in den ersten drei Ausgaben der UCI Track Champions League; bei der ersten Runde des 2021 neu geschaffenen Wettbewerbs gewann sie das Scratch-Rennen, seitdem belegte sie noch mehrere Podiumsplätze. In diesen Jahren vertrat sie ihr Land auch bei den Bahnradsport-Weltmeisterschaften.
Seit 2022 konzentriert sich Coles-Lyster stärker auf den Straßenradsport; in jenem Jahr wurde sie Landesmeisterin im Straßenrennen. Ihr Weg in den professionellen Straßenradsport war von Hindernissen begleitet: Sie unterzeichnete für 2023 zunächst beim Team B&B Hotels-KTM, das aber noch Ende 2022 aus finanziellen Gründen zusammenbrach. Sie heuerte daher beim Zaaf Cycling Team an und fuhr bei der Women’s Tour Down Under 2023 erstmals in der WorldTour. Zaaf selber fand sich seinerseits im Frühjahr in Zahlungsschwierigkeiten, so dass Coles-Lyster im Verlauf der Saison 2023 das Team verließ und zu Israel Premier Tech Roland ging. Im selben Jahr fuhr sie erstmals das Elite-Rennen bei den Straßenradsport-Weltmeisterschaften. 2024 erzielte sie mehrfach Top-10-Platzierungen, unter anderen einen zweiten Etappenrang bei der Thüringen Ladies Tour, blieb aber ohne Sieg. Bei den Olympischen Sommerspielen 2024 in Paris wurde sie für die Bahnradsportwettbewerbe nominiert, wo sie in der Mannschaftsverfolgung den achten Platz und im Omnium den neunten Platz belegte, im Madison wurde sie gemeinsam mit Ariane Bonhomme vorzeitig aus dem Rennen genommen.
Zur Saison 2025 wechselte Coles-Lyster zum Team Human Powered Health.

## Erfolge

### Bahn
2016
 Kanadische Junioren-Meisterin – Sprint, Keirin, Punktefahren, Scratch, Einerverfolgung, Teamsprint (mit Erin Attwell)
 Junioren-Weltmeisterschaften – Omnium
2017
 Junioren-Weltmeisterin – Punktefahren
 Kanadische Junioren-Meisterin – Ausscheidungsfahren, Sprint, Keirin, Zeitfahren, Punktefahren, Scratch, Madison (mit Micaiah Besler), Mannschaftsverfolgung (mit Micaiah Besler, Erin Attwell und Laurie Jussaume)
 Junioren-Weltmeisterschaften – Omnium
2018
 Panamerika-Meisterschaften – Mannschaftsverfolgung (mit Miriam Brouwer), Mannschaftsverfolgung (mit Miriam Brouwer, Laurie Jussaume und Devaney Collier)
2019
 Panamerikanische Spiele 2019 – Madison (mit Miriam Brouwer), Mannschaftsverfolgung (mit Miriam Brouwer, Laurie Jussaume und Erin Attwell)
2021
 Panamerika-Meisterschaften – Ausscheidungsfahren, Omnium, Punktefahren
Champions League Palma – Scratch
2022
 Kanadische Meisterin – Omnium, Mannschaftsverfolgung (mit Devaney Collier, Erin Attwell und Annie Scott)
 Commonwealth Games – Scratch

### Straße
2021
Nachwuchswertung Joe Martin Stage Race
2022
 Kanadische Meisterin – Straßenrennen
eine Etappe Joe Martin Stage Race